# Тиридат I (Партия)
Тиридат I (на латински: Tiridates I) е цар на Партското царство от ок. 246 пр.н.е. до 211 пр.н.е. Той е споменат от историците Марк Юниан Юстин  и Ариан.
Според Ариан Тиридат е по-малък брат на Аршак I (* пр. 250 пр.н.е.; † ок. 211 пр.н.е.), първият коронован цар на Партия, основател на династията на Аршакидите. На трона е последван от син му Аршак II.